# Cudjoe
Cudjoe o el capità Cudjoe (aprox. 1680 - 1744), que algunes vegades s'anomena Cudjo fou un líder cimarró de Jamaica que fou germà de Nanny dels cimarrons. Ha estat descrit com "el més gran dels líders cimarrons".
Els cimarrons jamaicans eren descendents d'esclaus fugitius que van establir comunitats lliures a l'interior muntanyós de Jamaica durant la llarga era de l'esclavitud a l'illa. Els esclaus afroamericans van començar a ser importats a l'illa durant el període en què estava sota el jou de l'Imperi Espanyol. Sembla que els esclaus fugitius d'aquesta època es podrien haver barrejat amb els amerindis taïnos i arawak. Alguns altres podrien haver obtingut la llibertat quan els anglesos van atacar Jamaica i la van colonitzar el 1655. Després, però, els cimarrons jamaicans van continuar resistint-se a la colonització durant 52 anys fins que el 1737 van signar un Tractat de Pau amb els britànics després de la Primera Guerra Cimarrón.

## Vida
Segons la tradició oral cimarrón es creu que Cudjoe era fill de Naquan, un cap àkan o coromantí de l'actual Ghana. Naquan fou pres i vengut com a esclau a la Jamaica espanyola a la dècada del 1640 però va iniciar una revolta i va liderar els homes de la seva tribu, amb els quals va fugir cap a l'interior muntanyenc de Jamaica, a on va establir la primera comunitat de cimarrons, que és el nom que rebien els esclaus fugitius que provenia de la paraula en castellà cimarrón, que significa "salvatge".
Els dos principals grups cimarrons que hi havia a l'illa al segle xviii foren els cimarrons de Leeward i els cimarrons de Windward. La primera era liderada per Cudjoe i estaven instal·lats a Trelawny Town i la segona ho estava per la seva germana, la Reina Nanni. Cudjoe era un home energètic i estava molt orgullós de ser un home lliure. A més a més, fou un líder remarcable que va destacar per la seva bona tàctica en el camp de batalla.

## Batalles contra els anglesos
Cudjoe va liderar raids contra els colons britànics i les seves plantacions i van posar en dubte el domini britànic de l'illa, fins al punt que el General Williamson va afirmar que "els britànics dominen Jamaica durant el dia i el Capità Cudjoe ho fa durant la nit."
Després de fer front als anglesos durant la Primera Guerra Cimarrón, Cudjoe va firmar un Tractat de pau amb el Governador Edward Trelawney, en el qual els britànics reconeixien els cimarrons com una nació independent que tenien el dret sobre uns territoris per als que no haurien de pagar cap taxa. El cap Cudjoe, a canvi, va prometre ajudar els britànics a la crida i cerca dels esclaus fugitius i a aplacar futures revoltes d'esclaus.
Cudjoe va morir a Nanny town, a les muntanyes blaves cinc anys després que es signés la pau i fou succeït pel seu germà Accompong.

## Llegat
- Milton McFarlane, un descendent de Cudjoe, ha escrit que la seva victòria contra els britànics va influir molt en el moviment abolicionista britànic.[6]

- A Jamaica l'1 de gener se celebra com el Dia de Cudjoe.[7]

- A Accompont Town hi ha un monument dedicat a Cudjoe.[8]